# Панки (платформа)
Панки — зупинний пункт Рязанського напрямку Московсько-Курського регіону Московської залізниці, у складі лінії МЦД-3 в місті Люберці Московської області. Знаходиться у межах станції Люберці I.
Колишня вузлова станція.
Названий в 1929 році по селу Панки.
Колишня назва: Платформа 22 версти
.
При електрифікації лінії біля платформи Панки в 1933—1935 роках споруджено електродепо Панки, перше електродепо на дистанції Москва — Раменське.
Поблизу станції Панки в селищі Томіліно розміщено виробництво Московського гелікоптерного заводу імені М. Л. Міля.
До 1997 року існував пасажирський рух приміських поїздів від станції Панки (з окремої колії) сполучною гілкою на лінію Люберці II — Дзержинська.
В цей час його припинено, а сполучна гілка з тупиковою колією, якою від станції прямували електропоїзди, розібрано, на зазначеній лінії залишається тільки вантажний рух.
Нині колійний розвиток у платформ входить до меж станції Люберці I, Панки — платформа в межах цієї станції.
У районі зупинного пункту закінчується чотиризначне світлофорне автоблокування на 3 та 4 коліях, на 1 та 2 коліях триває до Раменського.

## Пересадки
- Автобуси: 5, 5к
- Маршрутки: 8, 12, 353

| Попередня зупинка | Лінія | Лінія                  | Лінія | Наступна зупинка |
| ----------------- | ----- | ---------------------- | ----- | ---------------- |
| Люберці I         |       | Казанський напрямок МЗ |       | Томиліно         |